# 草如茵
草如茵，是日本現役純種競賽馬匹。目前主要勝利有2022年青葉賞、2023年京都大賞典及2024年京都紀念。

## 出賽前
2019年4月3日出生於北海道新冠町Oriental牧場，所有權歸於母系馬主公司名古屋友豐旗下。
其後交由栗東訓練中心練馬師池添學訓練。

## 競賽生涯

### 3歲
2022年1月15日出戰中京競馬場2歲新馬戰，比賽途中保持於第五左右的有利位置下於直路開始追擊，可惜最終仍然未能追上前方的對手下以第二完賽。
其後出戰3歲未勝利戰，改用居中戰術下於有遮擋位置等待時機，於直路上徐徐由外檔衝刺，但再度未能壓迫前方的賽駒下以第二落敗。
3月19日再度出戰3歲未勝利戰並增程至2400米作賽，繼續採用中團戰術下雖然於對面直路有稍為收慢的跡象，但於第三、四彎道重新上前。進入直路後，其餘所在位置迅速加速，轟出後600米34.9秒的恐怖末腳之下成功拋離對手，以7馬位優勢取得首勝。
4月乘勢前往關東挑戰二級賽青葉賞，賽前取得第四人氣。比賽開始後，其以穩定的節奏採取前置保持於第五的位置，於途中並未有太大的動作。進入直路後，其以優秀的反應於中檔位置逐步衝出，後續繼續保持速度下於最後關頭超越率先透出的兩翼王，以1/2馬位優勢戰勝對手取得首個分級賽冠軍。

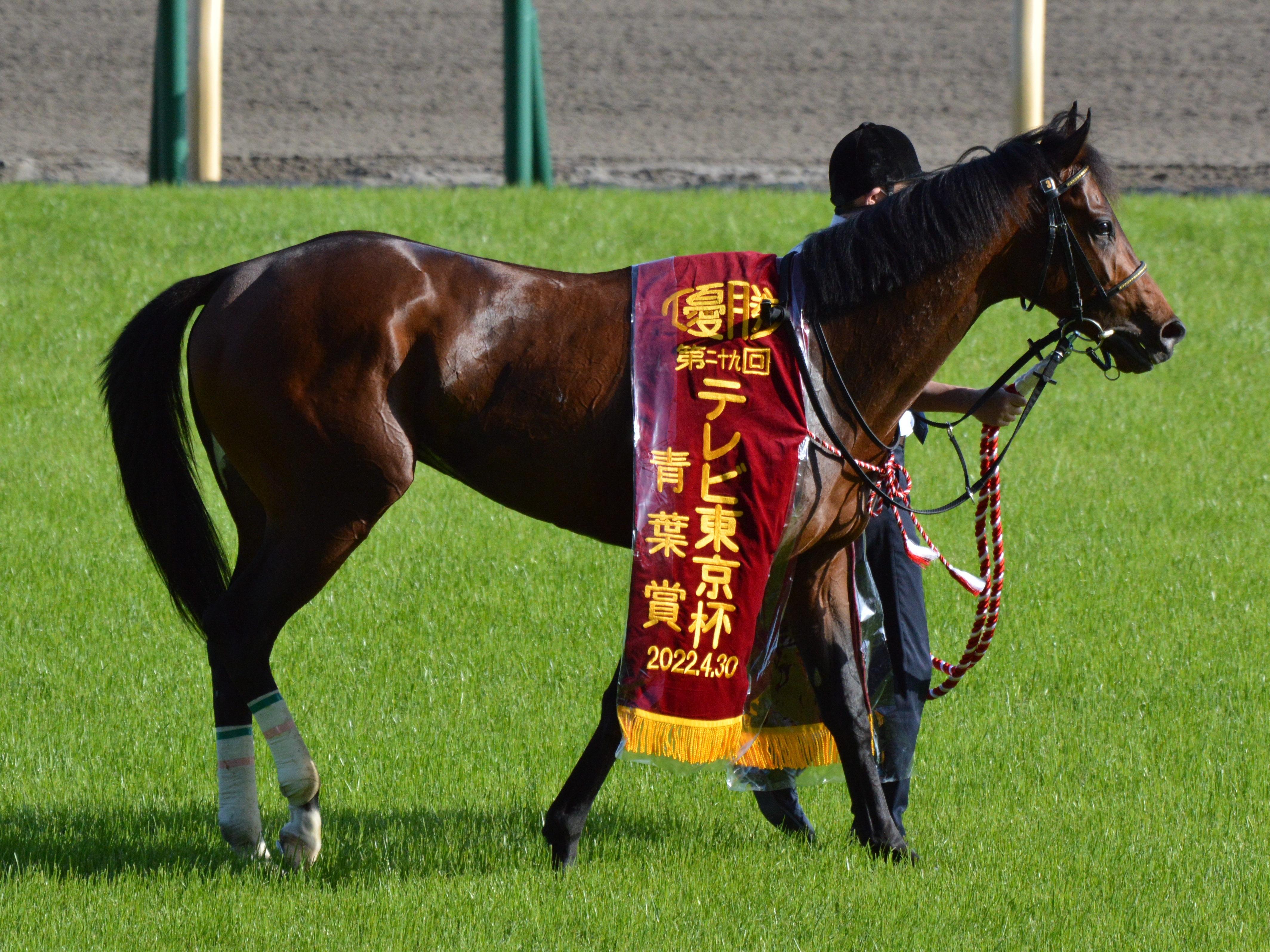
青葉賞頒獎儀式

其後挑戰東京優駿（日本打吡），繼續選擇於第五的先頭位置進擊下於直路雖然有些微的加速表現，但未能最大程度提升位置下最終以第五完賽。
秋季繼續以經典三冠戰線為目標，但於神戶新聞盃中以第八落敗，出戰正賽菊花賞亦僅跑獲第七。

### 4歲
2023年選擇日經新春盃作為首戰，比賽途中其一直維持於外疊位置推進，雖然於前半段選擇於先頭位置推進，但於第三彎道時候逐步墮後至後方。進入直路後，其於外檔位置展開衝刺重新上前，雖然跑出全場最快末腳，但仍然未能超越前方的寰宇旅者及鵠志王以第三完賽。
2月12日再度出戰二級賽以京都紀念為目標，重新由池添謙一策騎。比賽開始後，其選擇進佔先頭位置保持於絕技後方第二的位置，並以對手作為遮擋，於通過第三彎道前逐步抽出中檔位置發力。進入直路後，其處於第二的位置輕鬆推進並一度取得領先，但於中段時被後方跑出凌厲速度的勝局在望超越，最後關頭亦一直被摩天威獅壓制，最終再度取得第三。
其後繼續以中長途戰線作為目標，出戰目黑紀念跑出一席入板的第五，而出戰寶塚紀念時由於主戰騎師池添選擇策騎另一匹賽駒遊遍汪洋，改由菱田裕二代打策騎。雖然於賽前取得第十六人氣的低評價，但亦能以後上的策略跑獲第六。
稍為休養後其以新潟紀念作為目標，雖然一直維持穩定的節奏，但於直路上未能戰勝Nocking Point、笑一笑及Impress取得第四。
進入秋季後出戰京都大賞典，順利出閘之下迅速進佔前領馬匹非洲寶金及鐵甲巴魯後方的有利位置，並一直保持自身舒服的節奏推進。進入直路後，其迅速由中檔位置一舉衝出並於中段取得領先，及後保持速度下成功堅守優勢，最終以頸位壓贏內檔猛追的皇庭譜曲，取得第二個分級賽冠軍。
年末出戰有馬紀念，由於主戰騎師池添再次選擇策騎另一匹賽駒遊遍汪洋，其和來日客串的騎師毛振鵬搭檔。比賽開始後，雖然其一直以穩定的節奏進佔第三的位置，但於直路力盡之下無法繼續步速速度，最終以第十四大敗。

### 5歲
2024年其以京都紀念作為首戰，本次比賽一直維持於先頭有利位置推進下保持穩定的速度，直路出頭時候亦能望空。進入直路後，其順利有所在位置突破，超越前方的賽駒下繼續保持衝勢，最終成功壓制後方來襲的寶徠歌劇以1/2馬位取得冠軍。
其後挑戰大阪盃，雖然本次比賽仍然展現優秀的反應及保持良好的節奏，但於直路稍為被阻塞未能順利移出下無法跑出末段的速度，最終僅以第六完賽。
6月23日出戰寶塚紀念再度衝擊一級賽頭銜，賽前取得第六人氣。比賽開始後，其迅速進佔醒赤驥及空手道身後第三的位置，並於對面直路末段逐步提速，於通過第四彎道時經已透出取得領先。進入直路後，其繼續於中檔位置奮力衝刺以堅守領先的位置，但受到提早加速及爛地的影響下未能完全發力，最終逐步被後方的響號、寶徠歌劇及初日高升超越下僅得第四。
進入秋季，其出戰京都大賞典以連霸為目標，賽前取得第三人氣。比賽開始後，其隨即進佔先頭的位置逐步推進，並守在內欄等待時機。進入直路後，其一度有不少的空間加速衝刺，然而未能維持走勢下節節後退，最終以第七落敗。
12月遠征香港以香港瓶作為目標，比賽開始後隨即進佔先頭位置進行領放，一直帶領馬群前進。進入直路後，其嘗試加速維持自身於前方的優勢，但於中段逐漸力弱後退，最終以第十一落敗。

### 6歲
2025年首戰仍然為京都紀念，本次比賽於有領放馬的狀態下維持於先頭部隊之中，在第四彎道開始尋找位置加速。進入直路後，其嘗試於中外檔位置展開衝刺迫近前方賽駒，但最終稍為力弱下僅跑獲第六。
5月4日挑戰春季天皇賞，由於主戰騎師池添選擇策騎另一匹主戰賽駒旭日全球，改由松山弘平代打策騎。比賽初段因未有其他賽駒衝前而選擇領放，但在通過第一次直路時稍為慢放而處於駿和真的後方。於第二圈對面直路中後段，由於其他賽駒開始加速取位，其位置進一步落至第四、五左右，雖然其嘗試重新加速以進行突圍，但完全力弱之下在直路一直後退，最終以第十大敗。
1個月後出戰寶塚紀念，本次比賽繼續採用先行戰術下在第四彎道處經已逐步後退，最終未能挽回局面下以第十三大敗。

### 詳細賽績
| 日期       | 舉辦國家 | 馬場 | 距離   | 級別 | 賽事名稱   | 負重 | 騎師     | 馬號 | 出馬 | 名次 | 時間    | 頭馬（二馬）         |
| ---------- | -------- | ---- | ------ | ---- | ---------- | ---- | -------- | ---- | ---- | ---- | ------- | -------------------- |
| 15/1/2022  | 日本     | 中京 | 草2000 |      | 3歲新馬    | 56   | 池添謙一 | 3    | 12   | 2    | 2:04.3  | Matenro Bond         |
| 29/1/2022  | 日本     | 中京 | 草2000 |      | 3歲未勝利  | 56   | 池添謙一 | 1    | 11   | 2    | 2:02.7  | High Coast           |
| 19/3/2022  | 日本     | 阪神 | 草2400 |      | 3歲未勝利  | 56   | 池添謙一 | 1    | 16   | 1    | 2:29.0  | （Nishino Crescent） |
| 30/4/2022  | 日本     | 東京 | 草2400 | GII  | 青葉賞     | 56   | 池添謙一 | 3    | 14   | 1    | 2:24.2  | （兩翼王）           |
| 29/5/2022  | 日本     | 東京 | 草2400 | GI   | 東京優駿   | 57   | 池添謙一 | 6    | 18   | 5    | 2:22.8  | 勝局在望             |
| 25/9/2022  | 日本     | 中京 | 草2200 | GII  | 神戶新聞杯 | 56   | 池添謙一 | 14   | 17   | 8    | 2:12.2  | 駿天宮               |
| 23/10/2022 | 日本     | 阪神 | 草3000 | GI   | 菊花賞     | 57   | 池添謙一 | 3    | 18   | 7    | 3:03.6  | 一勝再勝             |
| 15/1/2023  | 日本     | 中京 | 草2200 | GII  | 日經新春盃 | 56   | 松山弘平 | 12   | 14   | 3    | 2:14.3  | 寰宇旅者             |
| 12/2/2023  | 日本     | 阪神 | 草2200 | GII  | 京都紀念   | 57   | 池添謙一 | 8    | 13   | 3    | 2:11.5  | 勝局在望             |
| 28/5/2023  | 日本     | 東京 | 草2500 | GII  | 目黑紀念   | 57   | 池添謙一 | 6    | 18   | 5    | 2:31.1  | 沉醉節拍             |
| 25/6/2023  | 日本     | 阪神 | 草2200 | GI   | 寶塚紀念   | 58   | 菱田裕二 | 7    | 17   | 6    | 2:11.6  | 春秋分               |
| 3/9/2023   | 日本     | 新潟 | 草2000 | GIII | 新潟紀念   | 57   | 池添謙一 | 13   | 14   | 4    | 1:59.3  | Nocking Point        |
| 9/10/2023  | 日本     | 京都 | 草2400 | GII  | 京都大賞典 | 57   | 池添謙一 | 7    | 14   | 1    | 2:25.3  | （皇庭譜曲）         |
| 24/12/2023 | 日本     | 中山 | 草2500 | GI   | 有馬紀念   | 58   | 毛振鵬   | 14   | 16   | 14   | 2:31.9  | 勝局在望             |
| 11/2/2024  | 日本     | 京都 | 草2200 | GII  | 京都紀念   | 58   | 池添謙一 | 3    | 12   | 1    | 2:12.1  | （寶徠歌劇）         |
| 31/3/2024  | 日本     | 阪神 | 草2000 | GI   | 大阪盃     | 58   | 池添謙一 | 8    | 16   | 6    | 1:58.6  | 寶徠歌劇             |
| 23/6/2024  | 日本     | 京都 | 草2200 | GI   | 寶塚紀念   | 58   | 池添謙一 | 7    | 13   | 4    | 2:12.4  | 響號                 |
| 6/10/2024  | 日本     | 京都 | 草2400 | GII  | 京都大賞典 | 58   | 池添謙一 | 11   | 8    | 7    | 2:23.3  | 玫瑰騎士             |
| 9/12/2024  | 香港     | 沙田 | 草2400 | GI   | 香港瓶     | 57   | 杜滿樂   | 7    | 13   | 11   | 2:29.69 | 遠飛標槍             |
| 16/2/2025  | 日本     | 京都 | 草2200 | GII  | 京都紀念   | 58   | 池添謙一 | 9    | 12   | 6    | 2:16.2  | 優鶴湖               |
| 4/5/2025   | 日本     | 京都 | 草3200 | GI   | 春季天皇賞 | 58   | 松山弘平 | 7    | 15   | 10   | 3:17.1  | 拯救者               |
| 16/5/2025  | 日本     | 阪神 | 草2200 | GI   | 寶塚紀念   | 58   | 高杉吏麒 | 4    | 17   | 13   | 2:13.4  | 名將田原             |

## 血統簡介
父系大震撼爲日本賽駒，爲日本賽馬史上第二匹無敗三冠馬，生涯出戰十四場賽事僅得兩場未能勝出，退役後配種成績亦極爲優秀。祖父週日寧靜是美國三冠賽雙冠馬，退役後在日本配種，在日本馬壇相當成功，贏得多項分級賽事，其子嗣贏得巨額獎金。
母系Chasse' Roll為日本賽駒，生涯僅勝出三場賽事。外祖父大洋船爲美國生產的日本賽駒，於草地泥地賽事均有表現，曾勝出NHK一哩賽及日本盃泥地大賽。

### 血統表
| 父線：週日寧靜系（Halo系）           |                         |               |                 |
| 種馬 大震撼 2002年（棗色）           | 週日寧靜 1986年（棕色） | Halo          | Hail to Reason  |
| 種馬 大震撼 2002年（棗色）           | 週日寧靜 1986年（棕色） | Halo          | Cosmah          |
| 種馬 大震撼 2002年（棗色）           | 週日寧靜 1986年（棕色） | Wishing Well  | Understanding   |
| 種馬 大震撼 2002年（棗色）           | 週日寧靜 1986年（棕色） | Wishing Well  | Mountain Flower |
| 種馬 大震撼 2002年（棗色）           | 風中秀髮 1991年（棗色） | Alzao         | 利法爾          |
| 種馬 大震撼 2002年（棗色）           | 風中秀髮 1991年（棗色） | Alzao         | Lady Rebecca    |
| 種馬 大震撼 2002年（棗色）           | 風中秀髮 1991年（棗色） | Burghclere    | Busted          |
| 種馬 大震撼 2002年（棗色）           | 風中秀髮 1991年（棗色） | Burghclere    | Highclere       |
| 繁殖雌馬 Chronologist 2003年（灰色） | 大洋船 1998年（灰色）   | French Deputy | Deputy Minister |
| 繁殖雌馬 Chronologist 2003年（灰色） | 大洋船 1998年（灰色）   | French Deputy | Mitterand       |
| 繁殖雌馬 Chronologist 2003年（灰色） | 大洋船 1998年（灰色）   | Blue Avenue   | Classic Go Go   |
| 繁殖雌馬 Chronologist 2003年（灰色） | 大洋船 1998年（灰色）   | Blue Avenue   | Eliza Blue      |
| 繁殖雌馬 Chronologist 2003年（灰色） | Poporus 2001年（栗色）  | Forty Niner   | 淘金者          |
| 繁殖雌馬 Chronologist 2003年（灰色） | Poporus 2001年（栗色）  | Forty Niner   | File            |
| 繁殖雌馬 Chronologist 2003年（灰色） | Poporus 2001年（栗色）  | Little Audrey | Groom Dancer    |
| 繁殖雌馬 Chronologist 2003年（灰色） | Poporus 2001年（栗色）  | Little Audrey | Gaiete de Coeur |
| 雌系：號族：4-r                      |                         |               |                 |
| 五代內近親交配：無                   |                         |               |                 |

## 命名由來
名字Pradaria（プラダリア）於葡萄牙語中，意思為「草原」，香港取意譯並加以聯想，以「草如茵」作為翻譯。

## 外部連結
- 草如茵 netkeiba.com （页面存档备份，存于）
- 血統表 （页面存档备份，存于）